# Alois Koldinský
Alois Koldinský (8. září 1857 Jezbořice – 28. března 1934 Brno) byl rakouský a český advokát a politik, na přelomu 19. a 20. století poslanec Českého zemského sněmu a starosta Smíchova.

## Biografie
Roku 1876 dostudoval gymnázium v Chrudimi a pak absolvoval práva na Karlo-Ferdinandově univerzitě v Praze, kde roku 1882 získal titul doktora práv. V roce 1887 vydal JUDr. Alois Koldinský (1857–1934) odbornou publikace Rakouské směnečné právo. Od roku 1888 působil jako advokát na Smíchově. Angažoval se ve veřejném a politickém životě. Byl členem Občanské besedy, Řemeslnicko-živnostenské besedy a dalších spolků. Od roku 1880 byl aktivní v Sokolu, tehdy ještě v Brně. V Sokolu se angažoval i po přesídlení na Smíchov, kde byl zakládajícím členem zdejší sokolské jednoty. V letech 1899–1901 byl dokonce starostou sokolské župy Jungmannovy. Dosáhl rovněž nejvyšších postů v místní a regionální samosprávě. 
Od roku 1898 byl na Smíchově náměstkem starosty, v letech 1899–1906 byl starostou samosprávného okresu smíchovského a potom vykonával funkci starosty města Smíchova (1906–1918).  Předtím již byl na Smíchově členem městské rady, místní školní rady, Občanského klubu (od 1884, předseda od 1885), Občanské besedy, Řemeslnicko-živnostenské besedy a také se stal členem Sokola I Smíchov (založen 1868). Jeho působení na postu starosty Smíchova skončilo v roce 1918. Na počátku toho roku čelil demonstraci dělnictva, na které byl obviňován z podílu na špatném zásobování potravinami. Reagoval rezignací. Za zásluhy o obec mu byl udělen císařský Řád železné koruny III. třídy a v lednu 1913 mu město Smíchov udělilo čestné občanství (čestný měšťan za zásluhy o rozvoj města Smíchova).
Tento rakouský a český advokát a politik byl na přelomu 19. a 20. století za Mladočechy (Národní strana svobodomyslná) se koncem 80. let 19. století zapojil i do zemské politiky. Ve volbách v roce 1889 byl zvolen v kurii venkovských obcí (volební obvod Pardubice, Holice, Přelouč) do Českého zemského sněmu. Ve volbách v roce 1895 se do sněmu dostal znovu, nyní za městskou kurii, obvod Smíchov. Uspěl zde i ve volbách v roce 1901 a volbách v roce 1908. Na sněmu byl aktivní hlavně v odboru samosprávném a finančně politickém. Poslancem zůstal až do rozpuštění sněmu roku 1913.
Dr. Alois Koldinský byl od roku 1888 majitelem usedlosti Demartinka. Národní listy 18. dubna 1893 uvedly, že letohrádek Malinovka (Smíchov čp. 430 v Mozartově ulici) zakoupil advokát JUDr. Koldinský od továrníka Josefa Pavlíka za 12000 zlatých. Teprve v tomto období získala vila své současné jméno Blaženka. Také koupil i dům U kněžny Libuše (Štefánikova čp. 6/57) s divadlem, které v roce 1891 asanoval. Potom Švandovo divadlo i Arénu na Smíchově řídil. To souviselo s tím, že jeho manželkou od roku 1881 byla Marie, roz. Švandová ze Semčic (1853–1906), dcera Pavla Švandy ze Semčic a Elišky, roz. Peškové. Od své tchyně Elišky Švandové v srpnu 1892 koupil dům v Americké ul. čp. 517/1 na Vinohradech. Jeho žena Marie se po získání koncese v roce 1897 dostala jako ředitelka do čela Švandova divadla, které osobně řídila v letech 1903 až 1906. Podílel se i svým úsilím na stavebním rozšíření Švandova divadla, když v roce 1910 přikoupil sousední dům čp. 7/57a a umožnil tak rozšíření hlediště a zřízení foyeru scény.
Byl i literárně činný. Měl blízko k uměleckému světu. Sám rovněž psal divadelní hry. Již za vysokoškolských studií se pokoušel o dramatickou tvorbu, v roce 1879 četl v akademickém spolku Jungmann (byl jeho předsedou) ukázky ze své hry Komediant za salonu. Koncem osmdesátých let se vrátil k psaní divadelních her. Jako spisovatel a dramatik vždy signoval práce pseudonymem či šifrou "Anonym, Anonymus, A. Žert, A. K.". Debutoval 1889 tříaktovou fraškou Medium (uvedena takřka současně souborem J. Kubíka ve smíchovském divadle a P. Švandou st. v ND v Brně). Následující frašky a veselohry byly provedeny ve smíchovském divadle, pro něž byly psány (Švábova agentura, Malá Strana, Mostecká ulice číslo 4, Oběť lásky, Azorek z Chicaga, Hraběnka z Podskalí, Paroháči, Doktorka Rixyová).
Koldinští pocházeli z původně holandské hraběcí rodiny Goldinků, která přesídlila do Polska, popolštila jméno na Koldinski. Jeden z předků, armádní důstojník se zde při vojenském cvičení v Čechách zamiloval do dcery hostinského ve Škvorci a oženil se s ní. Přišel tak pro mezalianci o hraběcí panství v Řešově v Polsku a v Čechách proto zakoupil tři statky v Jezbořicích, Bezděkově a Bylanech, kde hospodařil. Tento rodinný příběh Alois Koldinský později zdramatizoval a pod názvem Hraběnka z Podskalí se hrál po dlouhou dobu ve Švandově divadle, vyšel i knižně a byl i zfilmován. Hraběnka z Podskalí byla zfilmována režisérem Karlem Lamačem jako první film natočený v ateliéru Kavalírka v roce 1925. Na počátku 30. let až do své smrti dr. Koldinský bydlel ve spodní části Smíchova, ve Štefánikově 11.
JUDr. Alois Koldinský zemřel 28. března 1934 v Brně při návštěvě příbuzných své druhé ženy Boženy, roz. Psotové, při návštěvě u svého zetě, brněnského chirurga prof. MUDr. Vladimíra Nováka, CSc. Alois Koldinský je pohřben v rodných Jezbořicích.